# Julia Petionkina
Julia Sergejevna Petionkina (ryska: Юлия Сергеевна Печёнкина), född 21 april 1978 i Krasnojarsk är en rysk friidrottare och specialist på 400 meter häck, 
Petionkina slog igenom vid VM i Edmonton 2001 där hon blev tvåa på 400 meter häck ett resultat som hon förbättrade vid VM i Helsingfors 2005 där hon vann. Petionkina har även varit med i Rysslands lag på 4 x 400 meter vid tre världsmästerskap i rad. 
Vid en tävling 2003 i Tula slog Petionkina till med tiden 52,34 vilket då var världsrekord och stod sig i 16 år.

## Meriter
- 2001
  - VM inomhus: 4 x 400 m – guld
  - VM: 
    - 400 m häck – silver
    - 4 x 400 m – brons
- 2003
  - VM inomhus: 4 x 400 m – guld
  - VM
    - 4 x 400 m – silver
    - 400 m häck – brons
- 2005
  - EM inomhus: 4 x 400 m – guld
  - VM:
    - 400 m häck – guld
    - 4 x 400 m – guld